# Phlegmariurus afromontanus
Phlegmariurus afromontanus är en lummerväxtart som beskrevs av Pichi-serm.. Phlegmariurus afromontanus ingår i släktet Phlegmariurus och familjen lummerväxter. Inga underarter finns listade i Catalogue of Life.